# NMBS Serie 553
De Reeks 553, later vernummerd in de serie MW49 is een reeks van voormalige motorrijtuigen van de NMBS. De motorrijtuigen zijn in 1942 geleverd met de nummers 553.01-553.50. In 1971 waren er nog elf exemplaren in dienst, die toen aansluitend in 4901-4911 genummerd werden. In de jaren 1970 werden de laatste motorrijtuigen uit de reizigersdienst onttrokken. Een aantal werd daarna nog gebruikt voor personeelsvervoer in de havens van Antwerpen of werd verbouwd tot bovenleidingsmontagewagen. De 4903 hield het het langste vol en werd pas in 2000 buiten dienst gesteld. Dit motorrijtuig is toegevoegd aan de historische collectie van de NMBS. Samen met de 4906 (de voormalige 553.29), bewaard door het TSP, zijn dit de enige twee overgebleven exemplaren van deze reeks.

## Bewaarde motorrijtuigen
| Nummer           | Bij                          | Opmerking | Afbeelding |
| ---------------- | ---------------------------- | --------- | ---------- |
| 553.12 (ex 4903) | Stoomcentrum Maldegem        |           |            |
| 4906             | Toerisme en Spoorpatrimonium | = 553.29  |            |